# 太浩国家森林
太浩国家森林（英語：Tahoe National Forest）是一座美国国家森林，位于加利福尼亚州，处太浩湖之西北。其境内有高8,587-英尺（2,617-）的塞拉巴特斯（Sierra Buttes）山峰，在塞拉市附近，从该市也可观望到拉森火山和沙斯塔山。森林分布于6个不同的县内，从林地面积依次排列有塞拉县、普莱瑟县、內華達縣、尤巴县、普卢默斯县和埃尔多拉多县。森林总面积871,495英畝（3,526.82平方），行政中心位于内华达城，但也有本地的巡逻站办公室，分别位于坎普敦村、弗瑞斯特希尔、塞拉村、特拉基这四处。